# Freddie Little
Freddie Little (Picayune, 25 aprile 1936) è un ex pugile statunitense, campione mondiale dei pesi medi junior (1969-1970), noto in Italia per essere stato avversario di Sandro Mazzinghi e Carmelo Bossi.

## Carriera
Freddie Little debuttò al professionismo nel 1957. Pugile molto tecnico, raggiunse fama mondiale solo a fine carriera e nonostante alcuni verdetti molto contestati. Il 3 gennaio 1966, a Las Vegas,  batté per KO al quarto round l'ex campione mondiale Denny Moyer. Riuscì a ottenere la sua prima chance di combattere per il titolo dei medi junior soltanto a trentun anni, il 3 ottobre 1967 al Dongdaemun Baseball Stadium di Seul, contro il coreano Ki-Soo Kim.
Pur essendo riuscito a mandare al tappeto l'avversario per due volte all'undicesima ripresa, il campione del mondo riuscì lo stesso a spuntarla con un verdetto ai punti non unanime. Mentre il giudice statunitense, infatti, aveva dato Little vincitore per ben nove punti, prevalsero i cartellini dell'arbitro e del giudice coreano che avevano visto vincitore il detentore del titolo, sia pure con un margine nettamente inferiore. Ancora infuriato per il verdetto che, a suo dire, lo avrebbe privato della vittoria, Little ottenne di combattere nuovamente per il titolo mondiale contro l'italiano Sandro Mazzinghi che, nel frattempo, aveva strappato la cintura a Ki-Soo Kim.
Il match fu allestito il 25 ottobre 1968, al Palazzo dello Sport di Roma. All'ottavo round, lo statunitense, scatenato, ferì il campione del Mondo ad entrambe le orbite sopracciliari; l'arbitro interruppe l'incontro, ritenendo Mazzinghi non più in grado di proseguire. Tuttavia, anziché assegnare la vittoria allo sfidante per KO tecnico, decretò un verdetto di no contest che impedì nuovamente a Little di conquistare il titolo. Sorsero ancora altre polemiche sinché le due principali federazioni mondiali del pugilato privarono "a tavolino" Mazzinghi del suo titolo, per evidente errore tecnico.

Bossi-Little

Fu quindi organizzato un incontro per l'assegnazione del titolo vacante, tra Freddie Little e il connazionale Stanley Hayward, il 17 marzo 1969 al Convention Center di Las Vegas. Finalmente, a quasi trentatré anni, Little riuscì a impossessarsi del titolo mondiale della sua categoria, con un verdetto unanime ai punti. Little difese il titolo una prima volta contro il giapponese Hisao Minami, il 9 settembre 1969 a Tokyo, ottenendo una chiara vittoria per KO alla seconda ripresa. 
Successivamente incontrò a Roma Carmelo Bossi, per un incontro non valido per il titolo. Nelle prime due riprese Bossi scelse una tattica attendista, lasciando l'iniziativa al campione del mondo. A 2:10 della terza ripresa sull'arcata sopracciliare del milanese si era aperta una vistosa ferita dovuta, a parere della stampa italiana, ad una doppia testata involontaria che non aveva lasciato segni evidenti su Little ma che richiese l'intervento medico per Bossi. Secondo l'United Press International, invece, Little aveva colpito Bossi con un corto gancio destro. Il medico decretò l'impossibilità di proseguire per quest'ultimo e l'arbitro assegnò allo statunitense la vittoria per ferita. Dopo un altro discusso combattimento non valido per il titolo con l'americano Eddie Pace (Roma, 1970), nel quale Little fu squalificato e dichiarato sconfitto per "scarsa combattività", il campione del mondo mise in palio vittoriosamente la cintura mondiale, superando il tedesco Gerhard Piaskowy, il 20 marzo 1970, a Berlino, con verdetto ai punti.
Successivamente concesse la sfida mondiale a Carmelo Bossi, anch'egli ormai ultratrentenne, visto anche l'esito del precedente match tra i due. Il 9 luglio 1970, allo Stadio Sada di Monza, Bossi compì il capolavoro della sua intera carriera, strappando la cintura mondiale a Freddie Little, con un chiaro verdetto ai punti (ben quattro) in quindici riprese. Il pugile americano combatté ancora sino al 1972 poi, a trentasei anni, si ritirò dal pugilato attivo.

## Dopo il ritiro
Sceso dal ring, Freddie Little è stato Presidente della Commissione atletica dello Stato del Nevada (1986), di cui fu membro tra il 1983 e il 1989.